# Liste der Monuments historiques in Lametz
Die Liste der Monuments historiques in Lametz führt die Monuments historiques in der französischen Gemeinde Lametz auf.

## Liste der Objekte
| Bezeichnung             | Beschreibung                                                                                      | Standort                        | Kennzeichnung | Schutzstatus | Datum | Bild |
| ----------------------- | ------------------------------------------------------------------------------------------------- | ------------------------------- | ------------- | ------------ | ----- | ---- |
| Drei Heiligenskulpturen | Stein, 18. Jahrhundert; aus der Abtei Sainte-Marie-Madeleine in Longwé-l’Abbaye, Gemeinde Montgon | in der Kirche St-Nicolas (Lage) | PM08000285    | Classé       | 1971  |      |